# Bandicota
Bandicota là một chi động vật có vú trong họ Muridae, bộ Gặm nhấm. Chi này được Gray miêu tả năm 1873. Loài điển hình của chi này là Mus giganteus Hardwicke, 1804 (= Mus indicus Bechstein, 1800).

## Các loài
Chi này gồm các loài: